# Silk Road Mountain Race
Silk Road Mountain Race je cyklistický závod, který se koná každoročně v Kyrgyzstánu od roku 2018. Vzhledem k obtížným povětrnostním podmínkám, velkým výškovým rozdílům a skutečnosti, že cyklisté jsou během vícedenního závodu téměř úplně sami, je SRMR považován za jeden z nejnáročnějších cyklistických závodů na světě. 

## Historie
Iniciátorem a organizátorem mimořádného cyklistického závodu v Kyrgyzstánu je Brit Nelson Trees, který je v extrémní cyklistice sám aktivní. Trees se v roce 2013 zúčastnil dálkového závodu z Šanghaje do Paříže, který také vedl přes Kyrgyzstán. Dojmy z té doby ho inspirovaly k naplánování závodu v Kyrgyzstánu, který skončil v roce 2018 prvním závodem závodu.

## Podmínky
Díky podmínkám je Silk Road Mountain Race jeden z nejnáročnějších cyklistických závodů na světě. 

### Trasa

Pohled na Čolpon-Atu, cíl závodu v roce 2019

Trasa závodu byla v letech 2018 i 2019 mírně odlišná, v obou ročnících měřila přibližně 1700 kilometrů. Během prvního ročníku závodníci nastoupali 26 tisíc výškových metrů, v roce 2019 dokonce 31 tisíc výškových metrů. Trasa vedla po starých silnicích z časů Sovětského svazu, které nikdy nebyly použity pro cyklistiku. Etapy měly části, kde závodníci museli kolo nést, například přes řeky. V roce 2019 závod začal dne 17. srpna v kyrgyzském hlavním městě Biškeku a skončil v Čolpon-Atě na břehu horského jezera Issyk-kul východně od Biškeku. Na trati byly tři kontrolní body, kterými museli všichni cyklisté projet. Dne 31. srpna 2019 byl u jezera Issyk-kul závěrečný ceremoniál a všichni cyklisté, kteří dojeli, byli oceněni jako úspěšní absolventi závodu.

### Počasí
Obzvláště extrémně proměnlivé povětrnostní podmínky během závodu představovaly pro účastníky velký problém: zatímco v srpnu v oblastech s nízkou nadmořskou výškou Kyrgyzstánu byli velmi vysoké teploty, v horských pasážích o nadmořské výšce až 4 000 metrů byli závodníci naopak konfrontováni zimou a sněhovou pokrývkou.

### Zabezpečení
Účastníci se během závodu o sebe musí postaral sami, doprovodná vozidla se při závodu nepoužívají. Jako jediné bezpečnostní opatření je, že všichni závodníci jsou vybaveni vysílačem GPS, který umožňuje jejich lokalizaci a v případě potřeby i záchranu. 

## Účastníci
Start na Silk Road Mountain Race je možný jak pro jednotlivého cyklistu, tak pro i jezdce na tandemu. Prvního ročníku závodu 2018 se zúčastnilo přes 100 cyklistů, včetně novinářů a pozorovatelů, kteří závod doprovázeli na kole. V roce 2019 se zúčastnilo 135 účastníků, z nichž 71 dosáhlo cíle.

## Vítězové
- 2018:  Jay Petervary za 8 dní, 8 hodin a 15 minut[4]
- 2019:  Jakub Sliacan za 7 dní, 6 hodin a 46 minut[5]
- 2020: Závod se neuskutečnil kvůli opatřením proti covidu-19
- 2021:  Sofiane Sehili
- 2022:  Sofiane Sehili
- 2023:  Sofiane Sehili